# Ollom Fotla
Ollom Fotla, figlio di  Fíachu Fínscothach (fl. XIV-X secolo a.C.), è stato, secondo la tradizione leggendaria e storica, re supremo d'Irlanda.
Era chiamato anche Eochaid. Prese il potere uccidendo il suo predecessore Faildergdóit, il cui padre, Muinemón, aveva ucciso il padre di Ollom. Avrebbe istituito l'assemblea che si teneva a Tara che sarebbe stata una specie di parlamento di nobili, studiosi e militari dell'Irlanda che si teneva a Samhain ogni tre anni per rivedere e rinnovare le leggi e approvare gli annali. Costruì a Tara la Múr nOlloman. Regnò per 40 anni e morì a Tara per cause naturali. A lui successe il figlio Fínnachta. Il Lebor Gabála Érenn sincronizza il suo regno con quelli di Arbace e Sosarmo dei Medi Goffredo Keating colloca il suo regno dal 943 al 913 a.C., mentre gli Annali dei Quattro Maestri dal 1318 al 1278 a.C.